# Pantaleone da Confienza
Pantaleone da Confienza, oder Pantaleone Confienza (* um 1450  in Vercelli;  † um 1492), war ein italienischer Arzt und Diplomat.
Er ist vor allem für seine Summa lacticiniorum (1477) bekannt.

## Biografie
Pantaleone da Confienza wurde im zweiten Jahrzehnt des 15. Jahrhunderts geboren. Er war Professor an der Universität von Vercelli, der Universität von Pavia und der Universität Turin, sowie Archiater und Ratsherr im Dienste von Ludwig von Savoyen und Bianca von Montferrat, der Gemahlin von Karl I. von Savoyen, die ihm die Castellanìa von Carignano als Appanage gewährte. In der zweiten Hälfte des 15. Jahrhunderts reiste Confienza nach Frankreich, in die Schweiz, nach Deutschland, England und Flandern, wo er die Wissenschaften studierte und die Informationen aufschrieb, die er für seine zukünftigen Werke verwenden würde, und er förderte die Kunst der Typografie im Piemont, indem er die Arbeit von Jean Fabre und Giovanni di Pietro unterstützte.
1477 veröffentlichte Confienza sein wohl wichtigstes Werk, die Summa lacticiniorum, sive Tractatus varii de butyro, de caseorum variarum gentium differentia et facultate, in der die verschiedenen Arten von Milch, Milchprodukten und Rinderrassen der damaligen Zeit klassifiziert und analysiert werden und die die erste bekannte Monographie über Milch und Käse darstellt. Das Werk, das erste seiner Art in Europa, hatte großen Erfolg: Es wurde in mehreren Auflagen veröffentlicht, von verschiedenen Gelehrten und Ärzten zitiert, darunter Symphorien Champier, Carlo Denina, Vincenzo Malacarne und Girolamo Tiraboschi, und hatte einen bedeutenden Einfluss auf die Techniken der Käseherstellung. 1484 veröffentlichte der Arzt aus Vercelli Pillularium omnibus medicis quam necessarium, eine Abhandlung, in der die Darreichungsformen von Medikamenten beschrieben werden und in der argumentiert wird, dass die Verwendung von Pillen und Tabletten eine veränderte Funktion des Körpers wieder normalisieren und Verletzungen heilen kann.